# Geranium versicolor
Geranium versicolor är en näveväxtart som beskrevs av Carl von Linné. Geranium versicolor ingår i släktet nävor, och familjen näveväxter. Inga underarter finns listade i Catalogue of Life.